# Korridorlejlighed
En korridorlejlighed er en lejlighedstype, hvortil adgangen går gennem en korridor; dvs. i lighed med værelserne på et typisk hotel. Denne type var tidligere meget almindelig i København, og under byggeboomet i anden halvdel af 1800-tallet blev der opført mange spekulationsejendomme med korridorlejligheder pga. de lemfældige byggelove af 1856 og 1871. Lejlighedstypen, der er meget farlig ved brand, da eneste udgang er via korridoren, blev forbudt med byggeloven af 1889.
Da saneringen af brokvartererne blev indledt i 1970'erne, var fokus især på at få fjernet ejendomme med korridorlejligheder, ikke mindst efter at en brand den 11. november 1975 i ejendommen Stengade 20 i den sorte firkant på Nørrebro i København havde kostet 9 menneskeliv. Sorte firkant blev et indsatsområde for saneringen, der også i samme årti fjernede ejendomme med denne lejlighedstype i Fredensgade.